# Muggendorf
Muggendorf è un comune austriaco di 524 abitanti nel distretto di Wiener Neustadt-Land, in Bassa Austria.